# Liste des voies du 6e arrondissement de Paris

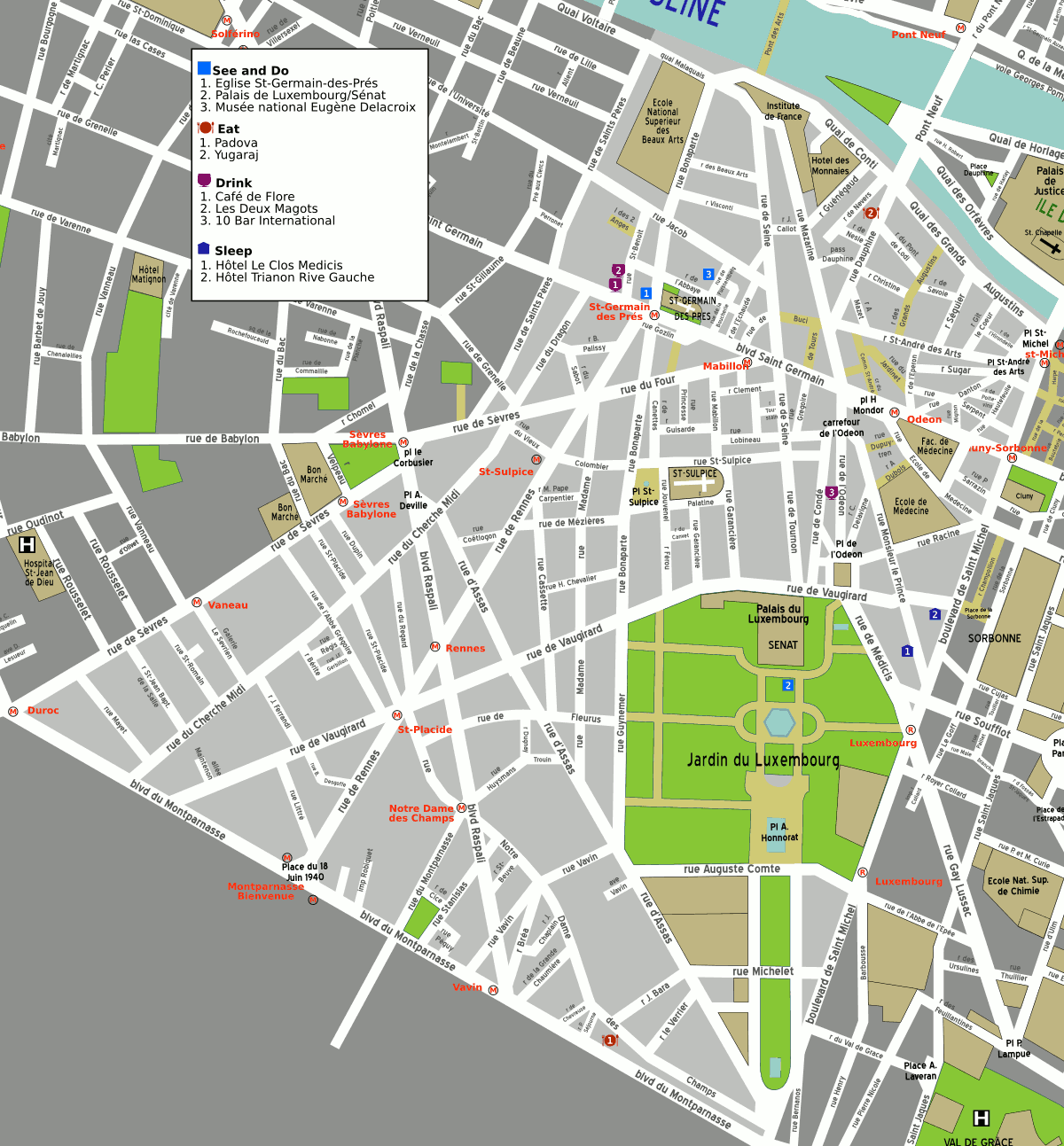
Plan du 6e arrondissement de Paris.

Cet article donne une liste des voies du 6e arrondissement de Paris, en France. Cette liste peut être triée par quartiers.

## Liste

### Nombres
- Place du 18-Juin-1940

### A
- Haut – A
- B
- C
- D
- E
- F
- G
- H
- I
- J
- K
- L
- M
- N
- O
- P
- Q
- R
- S
- T
- U
- V
- W
- X
- Y
- Z

- Rue de l'Abbaye
- Rue de l'Abbé-Grégoire
- Place d'Acadie
- Place Alphonse-Deville
- Rue de l'Ancienne-Comédie
- Place André-Honnorat
- Rue André-Mazet
- Rue Antoine-Dubois
- Rue d'Assas
- Rue Auguste-Comte
- Place August-Strindberg

### B
- Haut – A
- B
- C
- D
- E
- F
- G
- H
- I
- J
- K
- L
- M
- N
- O
- P
- Q
- R
- S
- T
- U
- V
- W
- X
- Y
- Z

- Rue des Beaux-Arts
- Rue de Bérite
- Rue Bernard-Palissy
- Rue Blaise-Desgoffe
- Rue Bonaparte
- Rue de Bourbon-le-Château
- Rue Bréa
- Rue de Buci

### C
- Haut – A
- B
- C
- D
- E
- F
- G
- H
- I
- J
- K
- L
- M
- N
- O
- P
- Q
- R
- S
- T
- U
- V
- W
- X
- Y
- Z

- Place Camille-Jullian
- Rue des Canettes
- Rue du Canivet
- Rue Cardinale
- Rue Caroline-et-William-Herschel
- Rue Casimir-Delavigne
- Rue Cassette
- Rue des Chartreux
- Rue du Cherche-Midi
- Rue de Chevreuse
- Rue Christine
- Rue de Cicé
- Rue des Ciseaux
- Allée Claude-Cahun-Marcel-Moore
- Allée Claude-et-Catherine-Rich
- Rue Clément
- Rue Coëtlogon
- Cour du Commerce-Saint-André
- Rue de Condé
- Impasse de Conti
- Quai de Conti
- Rue Corneille
- Rue Crébillon
- Carrefour de la Croix-Rouge

### D
- Haut – A
- B
- C
- D
- E
- F
- G
- H
- I
- J
- K
- L
- M
- N
- O
- P
- Q
- R
- S
- T
- U
- V
- W
- X
- Y
- Z

- Rue Danton
- Passage Dauphine
- Rue Dauphine
- Allée Denise-Vernay
- Impasse des Deux-Anges
- Rue du Dragon
- Rue Duguay-Trouin
- Rue Dupin
- Rue Dupuytren

### E
- Haut – A
- B
- C
- D
- E
- F
- G
- H
- I
- J
- K
- L
- M
- N
- O
- P
- Q
- R
- S
- T
- U
- V
- W
- X
- Y
- Z

- Rue de l'Échaudé
- Rue de l'École-de-Médecine
- Place Edmond-Rostand
- Rue de l'Éperon
- Place Ernest-Denis

### F
- Haut – A
- B
- C
- D
- E
- F
- G
- H
- I
- J
- K
- L
- M
- N
- O
- P
- Q
- R
- S
- T
- U
- V
- W
- X
- Y
- Z

- Rue Félibien
- Rue Férou
- Rue de Fleurus
- Rue du Four
- Square Francis-Poulenc
- Rue Francisque-Gay
- Rue de Furstemberg

### G
- Haut – A
- B
- C
- D
- E
- F
- G
- H
- I
- J
- K
- L
- M
- N
- O
- P
- Q
- R
- S
- T
- U
- V
- W
- X
- Y
- Z

- Rue Garancière
- Esplanade Gaston-Monnerville
- Rue Gît-le-Cœur
- Rue Gozlin
- Rue de la Grande-Chaumière
- Quai des Grands-Augustins
- Rue des Grands-Augustins
- Rue Grégoire-de-Tours
- Rue de Grenelle
- Rue Guénégaud
- Rue Guillaume-Apollinaire
- Rue Guisarde
- Rue Guynemer

### H
- Haut – A
- B
- C
- D
- E
- F
- G
- H
- I
- J
- K
- L
- M
- N
- O
- P
- Q
- R
- S
- T
- U
- V
- W
- X
- Y
- Z

- Impasse Hautefeuille
- Rue Hautefeuille
- Place Henri-Mondor
- Rue Henry-de-Jouvenel
- Rue de l'Hirondelle
- Rue Honoré-Chevalier
- Rue Huysmans

### I
- Haut – A
- B
- C
- D
- E
- F
- G
- H
- I
- J
- K
- L
- M
- N
- O
- P
- Q
- R
- S
- T
- U
- V
- W
- X
- Y
- Z

- Place de l'Institut

### J
- Haut – A
- B
- C
- D
- E
- F
- G
- H
- I
- J
- K
- L
- M
- N
- O
- P
- Q
- R
- S
- T
- U
- V
- W
- X
- Y
- Z

- Rue Jacob
- Rue Jacques-Callot
- Place Jacques-Copeau
- Allée Jacques-Derrida[1]
- Rue du Jardinet
- Rue Jean-Bart
- Rue Jean-Ferrandi
- Rue Jean-François-Gerbillon
- Rue Joseph-Bara
- Rue Jules-Chaplain
- Place Justin-Godart

### L
- Haut – A
- B
- C
- D
- E
- F
- G
- H
- I
- J
- K
- L
- M
- N
- O
- P
- Q
- R
- S
- T
- U
- V
- W
- X
- Y
- Z

- Place Laurent-Terzieff-et-Pascale-de-Boysson
- Place Le Corbusier
- Galerie Le Sévrien
- Rue Le Verrier
- Place Léon-Paul-Fargue
- Rue Littré
- Rue Lobineau
- Place Louise-Catherine-Breslau-et-Madeleine-Zillhardt

### M
- Haut – A
- B
- C
- D
- E
- F
- G
- H
- I
- J
- K
- L
- M
- N
- O
- P
- Q
- R
- S
- T
- U
- V
- W
- X
- Y
- Z

- Rue Mabillon
- Rue Madame
- Place Mahmoud-Darwich
- Allée Maintenon
- Quai Malaquais
- Rue Marie-Pape-Carpantier
- Rue Mayet
- Rue Mazarine
- Rue de Médicis
- Place Mehdi-Ben-Barka
- Rue de Mézières
- Place Michel-Debré, anciennement Carrefour de la Croix-Rouge
- Rue Michelet
- Rue Mignon
- Place Mireille-et-Jacques-Renouvin
- Rue Monsieur-le-Prince
- Rue de Montfaucon
- Boulevard du Montparnasse
- Rue du Montparnasse

### N
- Haut – A
- B
- C
- D
- E
- F
- G
- H
- I
- J
- K
- L
- M
- N
- O
- P
- Q
- R
- S
- T
- U
- V
- W
- X
- Y
- Z

- Rue de Nesle
- Impasse de Nevers
- Rue de Nevers
- Allée Nicole-Fontaine[2]
- Rue Notre-Dame-des-Champs

### O
- Haut – A
- B
- C
- D
- E
- F
- G
- H
- I
- J
- K
- L
- M
- N
- O
- P
- Q
- R
- S
- T
- U
- V
- W
- X
- Y
- Z

- Avenue de l'Observatoire
- Carrefour de l'Odéon
- Place de l'Odéon
- Rue de l'Odéon
- Place Ozanam

### P
- Haut – A
- B
- C
- D
- E
- F
- G
- H
- I
- J
- K
- L
- M
- N
- O
- P
- Q
- R
- S
- T
- U
- V
- W
- X
- Y
- Z

- Rue Palatine
- Place Paul-Claudel
- Rue Paul-Séjourné
- Rue Péguy
- Allée Père-Michel-Riquet
- Passage de la Petite-Boucherie
- Place Pierre-Dux
- Place Pierre-Lafue
- Rue Pierre-Sarrazin
- Rue des Poitevins
- Rue du Pont-de-Lodi
- Rue Princesse

### Q
- Haut – A
- B
- C
- D
- E
- F
- G
- H
- I
- J
- K
- L
- M
- N
- O
- P
- Q
- R
- S
- T
- U
- V
- W
- X
- Y
- Z

- Rue des Quatre-Vents
- Place du Québec

### R
- Haut – A
- B
- C
- D
- E
- F
- G
- H
- I
- J
- K
- L
- M
- N
- O
- P
- Q
- R
- S
- T
- U
- V
- W
- X
- Y
- Z

- Rue Racine
- Boulevard Raspail
- Rue du Regard
- Rue Régis
- Rue Regnard
- Rue de Rennes
- Allée du Révérend-Père-Michel-Riquet
- Impasse Robiquet
- Cour de Rohan
- Rue Rotrou

### S
- Haut – A
- B
- C
- D
- E
- F
- G
- H
- I
- J
- K
- L
- M
- N
- O
- P
- Q
- R
- S
- T
- U
- V
- W
- X
- Y
- Z

- Rue du Sabot
- Rue Saint-André-des-Arts
- Place Saint-André-des-Arts
- Rue Saint-Benoît
- Boulevard Saint-Germain
- Place Saint-Germain-des-Prés
- Rue Saint-Jean-Baptiste-de-La-Salle
- Boulevard Saint-Michel
- Place Saint-Michel
- Rue Saint-Placide
- Rue Saint-Romain
- Square Saint-Romain
- Place Saint-Sulpice
- Rue Saint-Sulpice
- Rue Sainte-Beuve
- Rue des Saints-Pères
- Place Jean-Paul-Sartre-et-Simone-de-Beauvoir
- Rue de Savoie
- Rue Séguier
- Rue de Seine
- Rue Serpente
- Rue Servandoni
- Rue de Sèvres
- Allée Sœur-Emmanuelle
- Allée Sonia-Rykiel
- Rue Stanislas
- Rue Suger

### T
- Haut – A
- B
- C
- D
- E
- F
- G
- H
- I
- J
- K
- L
- M
- N
- O
- P
- Q
- R
- S
- T
- U
- V
- W
- X
- Y
- Z

- Rue de Tournon
- Rue Toustain

### V
- Haut – A
- B
- C
- D
- E
- F
- G
- H
- I
- J
- K
- L
- M
- N
- O
- P
- Q
- R
- S
- T
- U
- V
- W
- X
- Y
- Z

- Rue de Vaugirard
- Avenue Vavin
- Rue Vavin
- Rue du Vieux-Colombier
- Rue Visconti